# Geddes (Dakota del Sur)
Geddes es una ciudad ubicada en el condado de Charles Mix en el estado estadounidense de Dakota del Sur. En el Censo de 2010 tenía una población de 208 habitantes y una densidad poblacional de 132,31 personas por km².

## Geografía
Geddes se encuentra ubicada en las coordenadas 43°15′12″N 98°41′52″O / 43.25333, -98.69778. Según la Oficina del Censo de los Estados Unidos, Geddes tiene una superficie total de 1.57 km², de la cual 1.57 km² corresponden a tierra firme y (0%) 0 km² es agua.

## Demografía
Según el censo de 2010, había 208 personas residiendo en Geddes. La densidad de población era de 132,31 hab./km². De los 208 habitantes, Geddes estaba compuesto por el 96.15% blancos, el 0% eran afroamericanos, el 0.48% eran amerindios, el 0.48% eran asiáticos, el 0% eran isleños del Pacífico, el 0.48% eran de otras razas y el 2.4% pertenecían a dos o más razas. Del total de la población el 0.96% eran hispanos o latinos de cualquier raza.